# Bondurant (Iowa)
Pour les articles homonymes, voir Bondurant.
Bondurant est une ville du comté de Polk, en Iowa, aux États-Unis. Elle est fondée en 1884 et incorporée le 3 décembre 1897.

## Source de la traduction
- (en) Cet article est partiellement ou en totalité issu de l’article de Wikipédia en anglais intitulé « Bondurant, Iowa » (voir la liste des auteurs).